# Picumnus squamulatus
Picumnus squamulatus е вид птица от семейство Picidae.

## Разпространение
Видът е разпространен във Венецуела и Колумбия.